# David H. Gambrell
David H. Gambrell (Atlanta, 1929. december 20. – Atlanta, 2021. május 6.) az Amerikai Egyesült Államok szenátora (Georgia, 1971–1972).